# Співаківське газове родовище
Співаківське газове родовище — належить до Співаківського газоносного району Східного нафтогазоносного регіону України. 

## Опис
Розташоване в Ізюмському районі Харківської області на відстані 10 км від м. Ізюм.
В тектонічному відношенні родовище знаходиться на південному сході приосьової зони Дніпровсько-Донецької западини в межах Співаківсько-Червонооскольського структурного валу. Геологічною зйомкою в 1951 році тут встановлена антикліналь, в межах якої в 1954 розпочато структурно-картувальне буріння. 
Структура виявлена в 1951 р. і являє собою в пермських відкладах асиметричну брахіантикліналь субширотного простягання розмірами по ізогіпсі — 440 м 7,5х3,0 м, ускладнену скидовими порушеннями амплітудою 40-80 м. У 1958 р. з пермських відкладів з глибини 641-652 м отримано фонтан газу абсолютно вільним дебітом 31,5 тис. м3/добу. 
Поклади масивно-пластові, склепінчасті, тектонічно екрановані. Колектори — пісковики. Режим покладів газовий. 
Експлуатується з 1961 р. Запаси початкові видобувні категорій А+В+С1: газу — 1745 млн. м3.